# Meinhard Uentz
Meinhard Uentz (né le 9 juillet 1938 à Woldegk dans le Mecklembourg-Poméranie-Occidentale) est un joueur de football allemand (à l'époque est-allemand), qui évoluait au poste d'attaquant, avant de devenir ensuite entraîneur.

## Palmarès
BSG Post Neubrandenburg
- Championnat de RDA D2 :
  - Meilleur buteur : 1963-64 (26 buts).